# Lista de cobras peçonhentas do Brasil
No Brasil, existem mais de 392 espécies de cobras, sendo apenas 63 consideradas peçonhentas. Muitas espécies de cobras do Brasil são peçonhentas, mas apenas individuos de duas famílias são de interesse médico, pelo maior número de encontros e potência da peçonha: Elapidae e Viperidae.
À família Elapidae pertencem dois gêneros: Micrurus e Leptomicrurus, conhecidas popularmente por corais-verdadeiras. Já à família Viperidae pertencem os gêneros Bothrocophias, Bothrops (conhecidos popularmente por jararacas, jararacuçus, urutus ou caissacas), Crotalus (cascavel) e Lachesis (surucucu ou pico-de-jaca). A família Elapidae caracteriza-se por serpentes que medem de 20 cm a quase um metro e meio e possuem olhos pequenos com pupilas redondas, escamas do corpo lisas e padrão de coloração composto por anéis coloridos (preto, vermelho, branco ou amarelo, mas algumas espécies da Amazônia não apresentam esse padrão). Apresentam hábitos terrícolas e fossoriais, sendo pouco agressivas, não dando botes, e perigosas apenas quando manuseadas. Muitas espécies não venenosas mimetizam as corais-verdadeiras e a única forma precisa de se identificar uma coral é pela dentição, que é do tipo proteróglifa nas verdadeiras e opistóglifa nas miméticas. Essa dentição se caracteriza por presas pequenas localizadas anteriormente na maxila, de tamanho relativamente pequeno e imóveis.
As serpentes da família Viperidae, subfamília Crotalinae, possuem uma estrutura chamada fosseta loreal (exclusiva do grupo). Além dessas, outras serpentes da família possuem pupila vertical, escamas quilhadas e dentição solenóglifa. A dentição solenóglifa se caracteriza por presas inoculadoras de veneno localizadas anteriormente na maxila, se projetando num ângulo de 90º no momento do bote. Os gêneros que ocorrem no Brasil podem ser diferenciados principalmente pelo formato da cauda: Bothrocophias e Bothrops (jararacas e urutus) caracterizam-se pela ponta da cauda lisa, sem guizo (chocalho); Crotalus (a cascavel) pelo chocalho na ponta da cauda e Lachesis (a surucucu) pela escama final da cauda em forma de espinho e escamas do corpo lembrando a casca de uma jaca.
Essas famílias de serpentes são facilmente identificadas, apesar da confusão gerada por chaves de identificação baseadas em espécies do Neotropico e América do Norte. Características como cabeça triangular, cauda que afila abruptamente e pupilas verticais (também presentes nas jiboias, que não são venenosas); anéis que dão a volta completa ao redor do corpo em espécies com padrão de coral (tanto as corais-verdadeiras quanto as falsas-corais possuem esse padrão) assim como padrão de coloração (não é possível dar um padrão básico do arranjo de cores nas corais) e desenhos em forma de triângulo na lateral do corpo (presentes em inúmeras espécies que mimetizam as jararacas) não são características seguras na identificação das serpentes peçonhentas no Brasil.
Basicamente, a identificação do gênero já é de grande utilidade para o leigo. Deve-se salientar que os nomes populares são problemáticos na identificação das espécies de serpentes, pois muitas vezes eles se referem a inúmeras espécies não venenosas. Um caso exemplar é o nome bico-de-papagaio ou papagaia, que pode se referir tanto à jararaca-verde (Bothrops bilineatus) que é peçonhenta, quanto à jiboia-verde (Corallus caninus), não peçonhenta. Em alguns casos, como a surucucu (Lachesis muta) e a cascavel (Crotalus durissus), os nomes são bastante específicos, mas geralmente, por conta da aversão que as pessoas têm das cobras, nomes como jararaca ou surucucu são aplicados indiscriminadamente para qualquer espécie, mesmo quando não são cobras peçonhentas.

## Acidentes ofídicos no Brasil
As peçonhas têm como função imobilizar a presa, assim como pré digeri-la, além de eventualmente serem utilizadas na defesa. Elas são misturas complexas de substâncias orgânicas e inorgânicas. Entre os componentes orgânicos, destacam-se as proteínas (algumas das quais são enzimas), carboidratos, lipídios, nucleotídeos, aminoácidos e peptídeos. E entre as substâncias inorgânicas, as mais frequentemente encontradas são cálcio, cobre, ferro, potássio, magnésio, sódio, fósforo, cobalto e zinco. Esses componentes químicos são os responsáveis pelas atividades biológicas dos venenos, destacando-se atividades neurotóxicas, miotóxicas, coagulantes e hemorrágicas.
Essas atividades biológicas são muitas vezes específicas dos gêneros e provocam sintomas típicos de cada acidente ofídico, permitindo a identificação de pelo menos o gênero da espécie que picou o acidentado. Vale ressaltar que as substâncias que compõem os venenos dessas espécies podem ser úteis para os seres humanos. O veneno da jararaca-comum (Bothrops jararaca) deu origem a dois medicamentos anti-hipertensivos: o captopril e o evasin (sigla em inglês para endogenous vasopeptidase inhibitor). O veneno da cascavel (Crotalus durissus) deu origem a um poderoso analgésico chamado enpak (sigla em inglês para endogenous pain killer).
Deve-se salientar que outras famílias de cobras, principalmente os colubrídeos, podem causar acidentes com inoculação de veneno, e muitas vezes representam entre 20% e 30% dos casos atendidos nos hospitais. Apenas espécies com dentição opistóglifa são capazes de inocular veneno, e frequentemente os sintomas são parecidos com o acidente botrópico. Dentre as espécies que podem provocar esse tipo de acidente estão as muçuranas (gêneros Boiruna e Clelia), a cobra-verde (Philodryas olfersii), a parelheira (Philodryas patagoniensis) e a corre-campo (Thamnodynastes pallidus). Esses acidentes acontecem geralmente quando elas são pisoteadas ou manuseadas, visto que as espécies desta família geralmente fogem rapidamente do contato com seres humanos.
| Acidente  | Gênero (s)              | Imagem | Atividade biológica                                | Porcentagem dos acidentes | Sintomas |
| --------- | ----------------------- | ------ | -------------------------------------------------- | ------------------------- | --- |
| Botrópico | Bothrocophias, Bothrops |        | Proteolítica, Coagulante, Hemorrágica              | 90,5%                     | Dor, sangramento no local da picada, edema que pode evoluir para todo o membro atingido, hemorragias, equimose, abscesso, necrose. Vítima pode morrer por insuficiência renal. Letalidade de 0,7%. |
| Laquético | Lachesis                |        | Proteolítica, Coagulante, Hemorrágica, Neurotóxica | 1,4%                      | Semelhante ao acidente botrópico, diferindo por conta de sintomas neurotóxicos: bradicardia, hipotensão arterial, sudorese, vômitos, náuseas, cólicas abdominais e diarreia. Esses últimos sintomas servem como diferencial para identificar o gênero da serpente. Pode matar por insuficiência renal. Letalidade de até 0,9%. |
| Crotálico | Crotalus                |        | Neurotóxica, Miotóxica, Coagulante                 | 7,7%                      | Dor e edema discretos, até mesmo ausentes, no local da picada, além de parestesia, ptose palpebral, diplopia, visão turva, urina avermelhada ou marrom. Insuficiência respiratória aguda em casos graves. Pode matar por insuficiência renal. Taxa de letalidade de 1,8%.                                                      |
| Elapídico | Micrurus, Leptomicrurus |        | Neurotóxica                                        | >1%                       | Dor local, parestesia, ptose palpebral, diplopia, sialorreia, dificuldade de deglutição e mastigação, dispneia. Casos graves podem evoluir para insuficiência respiratória. |

## Cobras que imitam serpentes peçonhentas
Existem espécies de outras famílias que mimetizam as serpentes das famílias Elapidae e Viperidae. As mais famosas são as falsas-corais, com 49 espécies pertencendo à família Dipsadidae, mimetizando a coloração aposemática das corais-verdadeiras. Outras duas espécies, Simophis rhinostoma e Rhinobothryum lentiginosum, pertencem à família Colubridae e uma, Anilius scytale, à família Aniliidae. Nem todas mimetizam de forma perfeita uma coral-verdadeira, apenas imitando alguns aspectos da coloração, mas outras podem ser facilmente confundidas com as corais-verdadeiras (como o caso das cobras do gênero Erythrolamprus), sendo possível diferenciá-las apenas pela dentição, que é do tipo áglifa ou opistóglifa, diferente dos elapídeos (que possuem dentição proteróglifa).
Outros colubrídeos que imitam serpentes peçonhentas, são a boipeva ou falsa-jararaca (Xenodon merremii), a jararaca-da-praia (Xenodon dorbignyi) e as cobras-espadas (gênero Tomodon), se assemelhando às jararacas.
Espécies brasileiras que mimetizam cobras peçonhentas
- Rhinobothryum lentiginosum, falsa-coral da família Colubridae.
- Erythrolamprus aesculapii, falsa-coral da família Dipsadidae.
- Oxyrhopus trigeminus, falsa-coral da família Dipsadidae.
- Anilius scytale, falsa-coral da família Aniliidae.
- Jararaca-da-praia (Xenodon dorbignyi), família Dipsadidae.
- Boipeva (Xenodon merremii) ou falsa-jararaca, família Dipsadidae.

## Conservação das cobras peçonhentas brasileiras
Apesar de um número significativo de espécies de cobras peçonhentas no Brasil, não existem muitas espécies consideradas como ameaçadas de extinção. A IUCN não avaliou muito das espécies que ocorrem no Brasil e só considera três espécies de jararacas em algum grau de ameaça. Isso não ocorre porque elas estão em uma situação de baixo risco, mas porque ainda pouco se conhece sobre a biologia e estado de conservação das serpentes brasileiras. As corais são as serpentes menos estudadas, principalmente por serem difíceis de serem encontradas no campo. Entretanto, se não perseguidas, as serpentes brasileiras geralmente tendem a se adaptar aos ambientes modificados pelo homem. As espécies consideradas com maior risco de extinção são aquelas endêmicas de ilhas do litoral de São Paulo, e apresentam população pequena e restrita.
A lista brasileira oficial atual considera apenas 5 espécies de jararacas em algum grau de ameaça: a jararaca-de-alcatrazes (B. alcatraz), a jararaca-ilhoa (B. insularis), e a B. otavioi como criticamente em perigo (essas são serpentes endêmicas de ilhas do litoral paulista), a jararacuçu-tapete (B. pirajai) e a B. muriciensis como em perigo. Além das já citadas espécies, listas estaduais já consideraram a subespécie da surucucu (Lachesis muta rhombeata) que ocorre na Mata Atlântica (Rio de Janeiro, Minas Gerais e Espírito Santo), a urutu-cruzeiro (B. alternatus) (São Paulo), a jararaca-verde (B. bilineatus) (Rio de Janeiro), a cotiara (B. cotiara) (São Paulo), a B. fonsecai (São Paulo), a B. itapetiningae (São Paulo) e a jararacuçu (B. jararacussu) como ameaçadas de extinção.

## Lista de cobras peçonhentas do Brasil
| Nome científico | Nome científico da espécie                                                                               |
| Nome vernáculo  | Nome vernáculo da espécie em português, que pode ser um termo genérico a outras espécies do mesmo gênero |
| Estado IUCN     | Estado de conservação segundo a IUCN                                                                     |
| Ocorrência      | Estados em que a espécie ocorre no Brasil                                                                |
| Descrição       | Breve descrição da espécie                                                                               |

| Nome científico                                                      | Nome vernáculo       | Imagem | Estado IUCN            | Ocorrência | Descrição |
| -------------------------------------------------------------------- | -------------------- | ------ | ---------------------- | --- | --- |
| Bothrocophias hyoprora (Amaral, 1935)                                | Jararaca-nariguda    |        | Não avaliada           | Rondônia, Acre, Amazonas, Pará | Serpente de pequeno porte, com no máximo 80 cm de comprimento. Tem como característica mais marcante uma protuberância na ponta do focinho, que conferiu o nome popular. Ocorre no bioma Amazônico. |
| Bothrocophias microphthalmus (Cope, 1875)                            | Jararaquinha         |        | Não avaliada           | Rondônia | Ocorre no Peru e Colômbia, sendo encontrada no Brasil apenas em Rondônia. É uma serpente de pequeno porte, dificilmente ultrapassando 60 cm de comprimento, sendo que as fêmeas são maiores que os machos, como em B. hyoprora. |
| Bothrops alcatraz (Marques, Martins e Sazima, 2002)                  | Jararaca-de-alcatraz |        | Criticamente em perigo | São Paulo | Serpente encontrada apenas na ilha de Alcatrazes no estado de São Paulo. Difere de outras jararacas pelo porte pequeno (cerca de 50 cm), coloração mais escura e menos escamas ventrais, além de apresentar um veneno extremamente coagulante com três proteínas específicas. Interessantemente, apresenta pedomorfismo devido à dieta, se alimentando majoritariamente de centopeias e pequenos lagartos, dado a ausência de pequenos mamíferos na ilha.                                         |
| Bothrops alternatus (Duméril, Bibron e Duméril, 1854)                | Urutu-cruzeiro       |        | Não avaliada           | Goiás, Mato Grosso do Sul, Minas Gerais, Paraná, Santa Catarina, Rio Grande do Sul, São Paulo                                                                                                 | Uma das serpentes mais temidas e conhecidas do sudeste brasileiro, tem hábitos terrícolas e um porte grande (podendo ter até 2 m de comprimento). Fêmeas tendem a ser maiores e mais pesadas que machos. Seu nome deriva do desenho em forma de cruz na cabeça. Habita áreas abertas, banhados e matas ciliares. |
| Bothrops atrox (Linnaeus, 1758)                                      | Jararaca-do-norte    |        | Não avaliada           | Acre, Amapá, Amazonas, Maranhão, Mato Grosso, Pará, Roraima, Tocantins | É a serpente mais abundante e a que causa mais acidentes na Amazônia. Apresenta grande porte, com as fêmeas podendo medir até 1,72 m de comprimento. Padrão de coloração varia consideravelmente, indo desde ao oliva, até o marrom ou amarelo. Os desenhos do corpo se localizam de forma dorso-lateral, com formato trapezoide ou retangular. |
| Bothrops bilineatus (Wied, 1821)                                     | Jararaca-verde       |        | Não avaliada           | Acre, Amapá, Amazonas, Bahia, Mato Grosso, Espírito Santo, Rondônia, Roraima | Arborícola, apresenta intensa cor verde com duas linhas amarelas ventrolaterais que percorrem o corpo, e geralmente tem 70 cm de comprimento, dificilmente ultrapassando 1 m. Não costuma ser abundante nos locais em que habita, apesar de serem relativamente fáceis de serem encontradas em alguns locais do Acre. |
| Bothrops brazili (Hoge, 1954)                                        | Jararaca             |        | Não avaliada           | Amazonas, Pará, Rondônia, Mato Grosso | Seu nome foi dado em homenagem ao médico brasileiro Vital Brazil. Tem ampla distribuição geográfica pela Amazônia. Apresenta porte médio, medindo em média 70-90 cm de comprimento, com o maior indivíduo registrado tendo até 1,5 m. O corpo apresenta, de forma geral, coloração rósea ou avermelhada, com a ponta da cauda mais escura. |
| Bothrops cotiara (Gomes, 1913)                                       | Cotiara              |        | Não avaliada           | São Paulo, Paraná, Santa Catarina, Rio Grande do Sul | Serpente de porte médio semelhante à urutu, tendo em média, 1 m de comprimento. Seu principal habitat é a Mata de Araucárias. |
| Bothrops diporus (Cope, 1862)                                        | Jararaca-pintada     |        | Não avaliada           | Mato Grosso do Sul, São Paulo, Paraná, Santa Catarina | Espécie reconhecida em 2008 a partir do complexo específico de Bothrops neuwiedi. |
| Bothrops erythromelas (Amaral, 1923)                                 | Jararaca-da-seca     |        | Pouco preocupante      | Minas Gerais, Bahia, Alagoas, Sergipe, Pernambuco, Paraíba, Rio Grande do Norte, Ceará, Maranhão, Piauí                                                                                       | Única espécie de jararaca da Caatinga. Não apresenta grande porte, tendo em média 54 cm de comprimento. Dorso amarronzado com desenhos triangulares e ventre amarelado. |
| Bothrops fonsecai (Hoge e Belluomini, 1959)                          | Jararaca             |        | Não avaliada           | Minas Gerais, Rio de Janeiro, São Paulo | Endêmica da região sudeste, habita a Mata de Araucárias da Serra da Mantiqueira, sendo comum na região de Campos do Jordão. Seu nome foi dado em homenagem a Flávio da Fonseca, antigo diretor do Laboratório de Parasitologia do Instituto Butantã. É uma espécie semelhante a Bothrops cotiara, com mesmas adaptações a regiões mais frias, apesar de apresentar coloração mais clara. |
| Bothrops insularis (Amaral, 1922)                                    | Jararaca-ilhoa       |        | Criticamente em perigo | São Paulo | Endêmica da ilha de Queimada Grande, do litoral do estado de São Paulo, e com uma população de no máximo 2000 animais, sendo ameaçada de extinção. Tem em média, 70 cm de comprimento, com as fêmeas podendo medir até 1,1 m. Assim como B. alcatraz, é especialista em predar artrópodes e aves. |
| Bothrops itapetiningae (Boulenger, 1907)                             | Cotiarinha           |        | Pouco preocupante      | Mato Grosso, Mato Grosso do Sul, Goiás, Minas Gerais, São Paulo, Paraná | Endêmica de do Cerrado e zonas de transição com a Mata Atlântica, apresenta porte pequeno, não ultrapassando 60 cm de comprimento. Fêmeas são maiores com a cabeça maior, enquanto machos são menores com caudas mais longas. |
| Bothrops jararaca (Wied, 1824)                                       | Jararaca             |        | Não avaliada           | Minas Gerais, Espírito Santo, Rio de Janeiro, São Paulo, Mato Grosso do Sul, Paraná, Santa Catarina, Rio Grande do Sul                                                                        | Serpente peçonhenta mais comum do sul e sudeste do Brasil, apresenta hábitos terrícolas, eventualmente se aventurando em arbustos. De porte médio, tem em média 1,2 m de comprimento, podendo atingir 1,6 m. |
| Bothrops jararacussu (Lacerda, 1884)                                 | Jararacuçu           |        | Não avaliada           | Minas Gerais, Espírito Santo, Rio de Janeiro, São Paulo, Mato Grosso do Sul, Paraná, Santa Catarina, Rio Grande do Sul                                                                        | É a segunda maior serpente peçonhenta do Brasil, com até 2,2 m de comprimento, e também com maior capacidade de inoculação de veneno. Os dentes podem ter até 2,5 cm de comprimento, expelindo até 6,7 ml de veneno. |
| Bothrops leucurus (Wagler in Spix, 1824)                             | Malha-de-sapo        |        | Não avaliada           | Espírito Santo, Bahia, Sergipe, Alagoas, Pernambuco, Ceará | É a serpente peçonhenta mais comum da Mata Atlântica do Nordeste. Atinge 1,2 m de comprimento em média, mas há registros de até 1,5 m. O desmatamento tem favorecido sua expansão territorial. |
| Bothrops lutzi (Miranda-Ribeiro, 1915)                               | Jararaca-pintada     |        | Pouco preocupante      | Piauí, Ceará, Bahia, Minas Gerais, Goiás, Tocantins, possivelmente São Paulo | Espécie reconhecida em 2008 a partir do complexo específico de Bothrops neuwiedi. |
| Bothrops marajoensis (Hoge, 1966)                                    | Jararaca             |        | Não avaliada           | Pará | Encontrada nas savanas da ilha do Marajó, provavelmente pode ser encontrada nas planícies da foz do rio Amazonas. É um espécie semelhante a B. atrox. |
| Bothrops marmoratus (Silva e Rodrigues, 2008)                        | Jararaca-pintada     |        | Não avaliada           | Goiás | Espécie reconhecida em 2008 a partir do complexo específico de Bothrops neuwiedi. |
| Bothrops mattogrossensis (Amaral, 1925)                              | Boca-de-sapo         |        | Não avaliada           | Mato Grosso do Sul, São Paulo, Goiás, Tocantins, Mato Grosso, Rondônia | É uma das serpentes peçonhentas mais comuns do Pantanal. De porte médio, atinge em média entre 70 e 80 cm de comprimento, podendo atingir 1,2 m. Espécie reconhecida em 2008 a partir do complexo específico de Bothrops neuwiedi. |
| Bothrops moojeni (Hoge, 1966)                                        | Caiçaca              |        | Não avaliada           | Santa Catarina, Paraná, Mato Grosso do Sul, São Paulo, Minas Gerais, Bahia, Goiás, Mato Grosso, Maranhão, Piauí                                                                               | É uma das principais serpentes peçonhentas do Cerrado, sendo de grande porte, atingindo até 1,6 m de comprimento. Apresenta a peculiaridade de dar o bote em posição vertical, diferente das outras jararacas, sendo considerada a espécie mais agressiva. |
| Bothrops muriciensis (Ferrarezzi & Freire, 2001)                     | Jararaca             |        | Não avaliada           | Alagoas | Espécie endêmica da Mata Atlântica nordestina, descrita em 2001. |
| Bothrops neuwiedi (Wagler, 1824)                                     | Jararaca-pintada     |        | Não avaliada           | Rio Grande do Sul, Santa Catarina, Paraná, Mato Grosso do Sul, São Paulo, Minas Gerais, Rio de Janeiro, Espírito Santo, Bahia, Goiás, Tocantins, Alagoas, Sergipe, Paraíba, Pernambuco, Ceará | Originalmente, era considerada uma espécie com ampla distribuição geográfica, com 12 subespécies. Uma revisão taxonômica em 2008 desmembrou esse "complexo específico", reconhecendo 7 espécies novas a partir desse complexo. Não é uma espécie de grande porte, medindo em média entre 60 e 70 cm de comprimento. |
| Bothrops otavioi (Barbo, Grazziotin, Sazima, Martins & Sawaya, 2012) | Jararaca             |        | Não avaliada           | São Paulo | Espécie descrita em 2012, sendo mais umas das espécies de jararacas endêmicas de ilhas do litoral paulista, ocorrendo na ilha Vitória, próximo a Ilhabela. Provavelmente encontra-se ameaçada de extinção. |
| Bothrops pauloensis (Amaral, 1925)                                   | Jararaca-pintada     |        | Não avaliada           | Mato Grosso, Goiás, Minas Gerais, Mato Grosso do Sul, São Paulo, Paraná | Espécie reconhecida em 2008 a partir do complexo específico de Bothrops neuwiedi. |
| Bothrops pirajai (Amaral, 1923)                                      | Jararacuçu-tapete    |        | Vulnerável             | Bahia, Minas Gerais | Serpente ameaçada de extinção endêmica do Brasil. Hábitos terrícolas, com porte relativamente grande, podendo atingir 1,4 m de comprimento. Lados da cabeça com faixa pós-ocular preta e manchas dorsais pretas separadas ou ligadas, lado ventral claro e salpicado de escuro. |
| Bothrops pubescens (Cope, 1870)                                      | Jararaca-pintada     |        | Não avaliada           | Rio Grande do Sul | Espécie reconhecida em 2008 a partir do complexo específico de Bothrops neuwiedi. |
| Bothrops taeniatus (Wagler, 1824)                                    | Jararaca-cinza       |        | Não avaliada           | Norte do Brasil | Serpente de hábitos arborícolas da Amazônia, geralmente apresenta menos de 1 m de comprimento, mas o maior animal registrado tinha 1,75 m. Corpo esguio com coloração variável e complexo, indo do cinza ao amarelo-esverdeado. |
| Crotalus durissus (Linnaeus, 1758)                                   | Cascavel             |        | Pouco preocupante      | Todo o Brasil ( exceto o Acre) | Conhecida pelo chocalho na ponta da cauda (guizo), tendo no máximo 1,9 m de comprimento, sendo uma das serpentes venenosas mais temidas do mundo. É encontrada em todo o Brasil, ocorrendo preferencialmente em áreas abertas. O desmatamento aumentou consideravelmente sua distribuição geográfica. Sete subespécies ocorrem no país, com coloração variável (oliva, marrom-cinzenta e marrom) e com manchas romboédricas pela linha dorsal com margens brancas e pretas e o centro mais claro. |
| Lachesis muta (Linnaeus, 1766)                                       | Surucucu             |        | Não avaliada           | Amazônia e Mata Atlântica (Paraíba ao Rio de Janeiro) | É a maior serpente peçonhenta das Américas, podendo ultrapassar 3 m de comprimento. Suas escamas apresentam um formato cônico, lembrando a casca de uma jaca, de onde provém outro nome popular: pico-de-jaca. Pode ser confunfida com a cascavel, mas ela não apresenta o guizo. Duas subespécies descritas no Brasil: L. m. muta (exclusiva da Amazônia) e L. m. rhombeata (Mata Atlântica e leste da Amazônia).                                                                                |

| Nome científico                                                                   | Nome vernáculo   | Imagem | Estado IUCN       | Ocorrência | Descrição |
| --------------------------------------------------------------------------------- | ---------------- | ------ | ----------------- | --- | --- |
| Leptomicrurus collaris (Schlegel, 1837)                                           | Coral-verdadeira |        | Não avaliada      | Roraima, Amapá, Amazonas, Pará | Mede no máximo 45,6 cm de comprimento, apresentando cor escura (marrom à preta), com manchas amarelas, brancas, ou laranjas ao longo do corpo (entre 35 e 50 manchas de forma oval). |
| Leptomicrurus narduccii (Jan, 1863)                                               | Coral-verdadeira |        | Não avaliada      | Amazonas, Acre | Serpente de cor escura, podendo medir até 1,1 m de comprimento. Corpo varia do marrom ao preto, com apenas um anel amarelo na cabeça, e manchas amarelas no restante do corpo. |
| Leptomicrurus scutiventris (Cope, 1870))                                          | Coral-verdadeira |        | Não avaliada      | Amazonas | Serpente de cor escura, medindo entre 30 e 40 cm de comprimento. Corpo e cabeça de marrom escuro a preto, com um anel amarelo no focinho, e manchas amarelas e vermelhas na cauda. |
| Micrurus albicinctus (Amaral, 1926)                                               | Coral-verdadeira |        | Não avaliada      | Acre, Amazonas, Mato Grosso, Rondônia | Serpente de pequeno porte, medindo no máximo 57,3 cm de comprimento, de coloração preta. Os anéis são brancos, mas não formam bandas contínuas, sendo formados pintas brancas. |
| Micrurus altirostris (Cope, 1859)                                                 | Coral-verdadeira |        | Não avaliada      | Rio Grande do Sul, Paraná, Santa Catarina | Coral que ocorre em regiões de clima mais ameno do sul do Brasil, pode medir até 1,3 m de comprimento. É uma coral tricolor, com 11 a 18 tríades de anéis preto e branco com anéis vermelhos adjacentes a essa tríade. É uma espécie incluída no "complexo específico" de Micrurus frontalis. |
| Micrurus annellatus (Peters, 1871)                                                | Coral-verdadeira |        | Não avaliada      | Mato Grosso | Medindo em média entre 20 e 30 cm de comprimento, apresenta três cores, com alguns indivíduos apresentando duas. Geralmente é preta ou azul-escuro, com finos anéis de cor branca, amarela, azul-claro ou vermelhos. |
| Micrurus averyi (Schmidt, 1939)                                                   | Coral-verdadeira |        | Não avaliada      | Amazonas, Pará, Rondônia | Mede no máximo 70 cm de comprimento, é uma coral tricolor com 8 a 13 anéis pretos limitados por estreitos anéis brancos separados por anéis vermelhos e cauda preta. |
| Micrurus brasiliensis (Roze, 1967)                                                | Coral-verdadeira |        | Não avaliada      | Bahia, Minas Gerais, Goiás, Tocantins | Coral tricolor de médio porte medindo entre 65 e 81 cm, até 1,5 m de comprimento. Corpo vermelho com 11 a 14 tríades de anéis pretos, com cabeça banda vermelha e focinho branco. É uma espécie incluída no "complexo específico" de Micrurus frontalis. |
| Micrurus corallinus (Merrem, 1820)                                                | Coral-verdadeira |        | Não avaliada      | Rio Grande do norte, Bahia, Santa Catarina, Rio de Janeiro, São Paulo, Paraná, Espírito Santo, Mato Grosso do Sul                                               | É a coral brasileira mais estudada, sendo a espécie que geralmente é encontrada na região Sudeste. É de médio porte, podendo medir até 1 m de comprimento, apresentando cabeça preta com uma banda branca ou amarela na nuca, bandas amplas de cor vermelha separadas por anéis pretos (entre 15 e 27) limitados por finas linhas brancas.                                                                                          |
| Micrurus decoratus (Jan, 1858)                                                    | Coral-verdadeira |        | Não avaliada      | São Paulo, Minas Gerais, Rio de Janeiro, Santa Catarina, Paraná                                                                                                 | Coral tricolor que pode medir até 67 cm. Corpo com amplas bandas vermelhas separadas por tríades de anéis pretos (entre 13 e 19), ponta do focinho branca com banda preta na cabeça. |
| Micrurus diana (Roze, 1983)                                                       | Coral-verdadeira |        | Não avaliada      | Mato Grosso | Coral tricolor de médio porte, medindo entre 60 e 80 cm de comprimento. Apresenta de 9 a 11 tríades de anéis pretos delimitados por linhas brancas, alternados por anéis vermelhos. É uma espécie incluída no "complexo específico" de Micrurus frontalis. |
| Micrurus filiformis (Günther, 1859)                                               | Coral-verdadeira |        | Não avaliada      | Amazonas, Pará, Maranhão, Amapá | Coral tricolor de pequeno porte, medindo entre 30 e 55 cm de comprimento em média. Frente da cabeça é preta, com uma banda branca em frente aos olhos, nuca e pescoço de cor vermelhos. Amplos anéis vermelhos separados por tríades de anéis pretos (12 a 20 tríades) separados entre si por linhas brancas. |
| Micrurus frontalis (Duméril, Bibron e Duméril, 1854)                              | Coral-verdadeira |        | Não avaliada      | Minas Gerais, Goiás, São Paulo, Paraná, Mato Grosso do Sul | Uma das cobras-corais mais conhecidas, também com maior distribuição geográfica entre as corais brasileiras. Outrora, englobava inúmeras subespécies que foram elevadas a espécies no fim da década de 90. É uma coral tricolor de grande porte, medindo entre 70 e 100 cm de comprimento (máximo de 1,4 m), com 10 a 15 tríades de anéis pretos separados por linhas brancas.                                                      |
| Micrurus hemprichii (Jan, 1858)                                                   | Coral-verdadeira |        | Não avaliada      | Pará, Rondônia, Amazonas, Maranhão | Coral bicolor de médio porte, medindo entre 50 e 60 cm de comprimento (máximo de 91 cm). Frente da cabeça de cor preta, seguida por um anel amplo de cor amarelo-alaranjado e pescoço preto. Padrão único de cor para o gênero, com anéis de cor amarelo-alaranjado separados por tríades de anéis pretos separados por finas linhas brancas.                                                                                       |
| Micrurus ibiboboca (Merrem, 1820)                                                 | Coral-verdadeira |        | Não avaliada      | Piauí, Pernambuco, Maranhão, Ceará, Rio Grande do Norte, Paraíba, Alagoas, Sergipe, Bahia                                                                       | Nativa da Caatinga, é uma coral tricolor de grande porte, medindo entre 75 e 85 cm, até 133 cm, de comprimento. Fronte da cabeça preta e branca, seguida por um anel preto e nuca de cor vermelha. Os anéis vermelhos são separados entre si por tríades de anéis pretos (entre 7 e 13 tríades) que são divididos entre si por dois anéis brancos.                                                                                  |
| Micrurus isozonus (Cope, 1860)                                                    | Coral-verdadeira |        | Pouco preocupante | Roraima | Coral tricolor de grande porte, medindo entre 50 a 70 cm de comprimento, podendo chegar a 1,5 m. A cor do focinho varia de branco-cinza até toltamente preto, com resto da cabeça de cor vermelha e resto do corpo com anéis vermelhos separados por tríades de anéis pretos (entre 10 e 14) separados entre si por anéis brancos.                                                                                                  |
| Micrurus langsdorffi (Wagler in Spix, 1824)                                       | Coral-verdadeira |        | Pouco preocupante | Rondônia, Amazonas, Mato Grosso, Acre | Coral tricolor (alguns indivíduos são bicolores) de médio porte, medindo entre 45 e 65 cm (máximo de 70 cm). Apresentar de 18 a 47 anéis vermelhos alternando com 36 a 91 anéis brancos, amarelos, ou vinho, com cada anéis separado por linhas formadas por pontos brancos. |
| Micrurus lemniscatus (Linnaeus, 1758)                                             | Coral-verdadeira |        | Não avaliada      | Amapá, Pará, Amazonas, Roraima, Acre, Maranhão, Tocantins, Rondônia, Goiás, São Paulo, Mato Grosso do Sul, Paraná, Rio Grande do Sul, Minas Gerais, Mato Grosso | Coral tricolor de grande porte, porém com forma esguia, medindo entre 60 e 90 cm (máximo de 1,45 m). A frente da cabeça apresenta um anel branco rostralmente aos olhos, com a nuca de cor vermelha. Padrão geral do corpo se caracteriza por anéis vermelhos separados por tríades de anéis pretos (entre 7 e 17) separados entre si por anéis brancos.                                                                            |
| Micrurus mipartitus (Duméril, Bibron e Duméril, 1854)                             | Coral-verdadeira |        | Não avaliada      | Amazonas, Roraima | Coral bicolor de grande porte, medindo entre 60 e 80 cm (máximo de 1,2 m). A frente da cabeça é preta com a nuca laranja. Padrão geral do corpo se caracteriza por anéis pretos (enrte 34 e 84) alternados por anéis brancos, apresentando de 2 a 8 anéis vermelhos na cauda. |
| Micrurus nattereri (Schmidt, 1952)                                                | Coral-verdadeira |        | Não avaliada      | Mato Grosso, Rondônia, Amazonas, Pará, Maranhão, Acre, Roraima, Amapá, Tocantins                                                                                | Coral tricolor outrora considerada subespécie de Micrurus surinamensis. |
| Micrurus ornatissimus (Jan, 1858)                                                 | Coral-verdadeira |        | Não avaliada      | Rondônia | Coral tricolor de pequeno porte, medindo entre 50 e 70 cm (máximo de 84 m). A cabeça apresenta um "capuz"preto que pode se estender à nuca. Padrão geral do corpo se caracteriza por 38 a 67 anéis pretos, alternados com anéis vermelhos limitados por linhas brancas. |
| Micrurus pacaraimae (Carvalho, 2002)                                              | Coral-verdadeira |        | Não avaliada      | Rondônia | Coral bicolor descrita em 2002 e endêmica de Roraima, apresenta cerca de 23 anéis pretos simples e anéis vermelhos amplos. |
| Micrurus paraensis (Cunha e Nascimento, 1973)                                     | Coral-verdadeira |        | Pouco preocupante | Rondônia, Mato Grosso, Pará, Maranhão | Coral tricolor de pequeno porte, medindo entre 35 e 45 cm (máximo de 54 m). Corpo com 10 a 20 anéis pretos simples, separados por anéis vermelhos largos, sendo limitados por linhas brancas. |
| Micrurus potyguara (Pires, Silva, Feitosa, Prudente, Pereira Filho e Zaher, 2014) | Coral-verdadeira |        | Não avaliada      | Paraíba, Pernambuco, Rio Grande do Norte | Coral tricolor descrita em 2014 e endêmica da Mata Atlântica do Nordeste Brasileiro. A cabeça tende a ser mais marcada em relação ao corpo, diferente das outras corais, anel branco entre o focinho e os olhos, além de nuca de cor vermelha. Anéis vermelhos separados por tríades de anéis pretos. |
| Micrurus psyches (Daudin, 1803)                                                   | Coral-verdadeira |        | Não avaliada      | Rondônia, Amazonas, Pará, Maranhão | Coral de coloração extremamente variável de médio porte, medindo entre 55 e 70 cm (máximo de 91 cm). Alguns indivíduos podem parecer totalmente pretos com finos anéis amarelos, outros podem ser tricolores com anéis vermelhos separados por tríades de anéis preto. |
| Micrurus putumayensis (Lancini, 1962)                                             | Coral-verdadeira |        | Não avaliada      | Amazonas | Coral bicolor de porte médio, medindo entre 60 e 70 cm (máximo de 80 cm). Cabeça de cor preta com anel amarelo próximo ao pescoço e amplos anéis amarelos separados por anéis pretos. |
| Micrurus pyrrhocryptus (Cope, 1862)                                               | Coral-verdadeira |        | Pouco preocupante | Mato Grosso, Mato Grosso do Sul | Coral tricolor de grande porte,medindo entre 70 e 90 cm (máximo de 1,25 m). Focinho e topo da cabeça pretos, 6 a 12 tríades de anéis pretos no corpo e anéis vermelhos amplos. |
| Micrurus remotus (Roze, 1987)                                                     | Coral-verdadeira |        | Não avaliada      | Amazonas, Rondônia | Coral tricolor de pequeno porte, medindo entre 45 a 55 cm. Apresenta entre 25 a 40 anéis pretos simples e anéis vermelhos que são cerca de 2 vezes maiores que os pretos e são delimitados por finas linhas amarelas. |
| Micrurus silviae (Di-Bernardo, Borges-Martins e Silva, 2007)                      | Coral-verdadeira |        | Não avaliada      | Rio Grande do Sul | Coral tricolor descrita em 2007 e que ocorre nas regiões de clima mais ameno do Sul do Brasil. Cabeça totalmente preta e tríades de anéis pretos com o anel central duas vezes maior que os outros dois: esses caracteres são utilizados para diferenciá-la de outras corais do sul do Brasil, que são muito semelhantes. |
| Micrurus spixii (Wagler in Spix, 1824)                                            | Coral-verdadeira |        | Não avaliada      | Amapá, Pará, Tocantins, Mato Grosso, Rondônia, Maranhão, Goiás, Acre                                                                                            | Coral tricolor de grande porte, medindo entre 80 e 110 cm. M. spixii é a maior cobra-coral do mundo, com 1,6 m de comprimento. Cabeça com topo vermelho e focinho de cor branca e preta. Corpo com anéis vermelhos amplos separados por tríades de anéis pretos (entre 4 e 9) que podem ser unir. |
| Micrurus surinamensis (Cuvier, 1817)                                              | Coral-verdadeira |        | Não avaliada      | Mato Grosso, Rondônia, Amazonas, Pará, Maranhão, Acre, Roraima, Amapá, Tocantins                                                                                | Uma das maiores corais (entre 80 e 100 cm de comprimento em média) e se destaca por ter hábitos aquáticos, e por isso, apresenta narinas e olhos dispostos mais dorsalmente e o focinho é achatado. É uma coral tricolor, com a cabeça quase que completamente vermelha e corpo com anéis vermelhos separados por tríades de anéis pretos (entre 5 a 8), sendo que o anel central é amplo, enquanto que os laterais são mais finos. |
| Micrurus tikuna (Feitosa, Da Silva, Pires,Zaher, & Prudente, 2015)                | Coral-verdadeira |        | Não avaliada      | Amazonas | Coral tricolor descrita a partir de indivíduos encontrados da região de Tabatinga e Leticia, na fronteira entre o Brasil, Colômbia e Peru. Não apresenta anel branco na cabeça e o corpo tem de 27 a 31 anéis pretos limitados por finos anéis brancos e 27 a 31 anéis vermelhos. |
| Micrurus tricolor (Hoge, 1956)                                                    | Coral-verdadeira |        | Não avaliada      | Mato Grosso, Mato Grosso do Sul | Espécie outrora classificada dentro de Micrurus frontalis. |